# Zach Miller (athlétisme)
Pour les articles homonymes, voir Zach Miller et Miller.
Zach Miller est un athlète américain né le 30 octobre 1988 au Kenya. Spécialiste de l'ultra-trail, il a notamment remporté la JFK 50 Mile en 2013, la Lake Sonoma 50 en 2014 et le Madeira Island Ultra Trail en 2016.

## Biographie
Le 2 septembre 2023, il prend le départ de l'Ultra-Trail du Mont-Blanc. Il se retrouve rapidement en tête aux côtés de Jim Walmsley et de Tom Evans. Mais tandis que le Britannique abandonne à Courmayeur, Zach Miller en profite pour mener la course. Son compatriote parvient à hausser le rythme à partir de Champex-Lac pour passer en tête et filer vers la victoire. Zach Miller assure alors la deuxième place en 19 h 58 min 58 s, vingt minutes derrière Jim Walmsley.

## Résultats
| no  | masculin          | Course                                | Longueur | Départ             | Temps            |
| --- | ----------------- | ------------------------------------- | -------- | ------------------ | ---------------- |
| 1er | Médaille d'or     | JFK 50 Mile                           | 50 mi    | 23 novembre 2013   | 5 h 38 min 40 s  |
| 1er | Médaille d'or     | Lake Sonoma 50                        | 50 mi    | 12 avril 2014      | 6 h 11 min 10 s  |
| 1er | Médaille d'or     | CCC                                   | 100 km   | 28 août 2015       | 11 h 53 min 32 s |
| 1er | Médaille d'or     | Madeira Island Ultra Trail            | 115 km   | 23 avril 2016      | 13 h 52 min 17 s |
| 1er | Médaille d'or     | Buff Epic Trail 26K                   | 26 km    | 30 juin 2018       | 2 h 48 min 8 s   |
| 2e  | Médaille d'argent | JFK 50 Mile                           | 50 mi    | 17 novembre 2018   | 5 h 41 min 02 s  |
| 1er | Médaille d'or     | Trail 100 Andorra                     | 105 km   | 24 juin 2022       | 14 h 20 min 25 s |
| 5e  | 5e                | Ultra-Trail du Mont-Blanc             | 170 km   | 26 août 2022       | 21 h 27 min 50 s |
| 1er | Médaille d'or     | Tarawera Ultramarathon Miler          | 165,2 km | 11 février 2023    | 14 h 41 min 41 s |
| 6e  | 6e                | Championnats du monde de trail - Long | 85,8 km  | 9 juin 2023        | 10 h 15 min 45 s |
| 2e  | Médaille d'argent | Ultra-Trail du Mont-Blanc             | 170 km   | 1er septembre 2023 | 19 h 58 min 58 s |
| 5e  | 5e                | Hardrock 100                          | 165 km   | 11 juillet 2025    | 25 h 49 min 22 s |